# Martin Crusius
Martin Kraus (n. 19 septembrie 1526, Gräfenberg, Bayerischer Reichskreis⁠(d), Germania – d. 14 februarie 1607, Tübingen, Baden-Württemberg, Germania), latinizat Crusius, a fost un clasicist și profesor la Universitatea din Tübingen. A fost unul dintre adepții reformatorului luteran Philipp Melanchthon.